# نوف السلطان
نوف سلطان (10 نوفمبر 1989 -)، ممثلة كويتية. بدأت مشوارها الفني عام 2008 وكانت وقتها في السنة الدراسية الثانية في المعهد العالي للفنون المسرحية وذلك عبر مسرحية «الحرب الباطنية» من إنتاج ستيج جروب في الدورة السادسة من مهرجان «أيام المسرح للشباب»، وسبقت تلك الإطلالة مشاركة في أوبريت «القفص الذهبي»، شاركت في عام 2018 بتقديم البرنامج الإذاعي «نغم الصباح» عبر إذاعة «مارينا اف ام».

## أعمالها

### في المسرح
| سنة الإنتاج | المسرحية        |
| ----------- | --------------- |
| 2009        | حرب الباطنية    |
| 2011        | عودة شيزبونة    |
| 2012        | أحلام سعيدة     |
| 2012        | ولكم وليام      |
| 2013        | سوبر آر         |
| 2013        | كواليس          |
| 2014        | أمينة           |
| 2014        | خازوق في الحفلة |
| 2017        | عطالي بطالي     |
| 2017        | شوبيز           |
| 2018        | زمن داكولا      |
| 2019        | أصدقاء الغيوم   |

### في التلفزيون
| سنة الإنتاج | اسم المسلسل                |
| ----------- | -------------------------- |
| 2018        | بلوك غشمرة - برنامج كوميدي |
| 2018        | بات نايت                   |
| 2019        | أجندة                      |
| 2020        | مانيكان                    |
| 2020        | رقم الحظ 7                 |
| 2021        | الناجية الوحيدة            |
| 2021        | نبض مؤقت                   |